# Andania
Andania (altgriechisch Ἀνδανία) war nach der messenischen Sage die erste Königsstadt des Landes Messenien, welche von Polykaon und Messene gegründet wurde. Gemäß Pausanias soll sie nach einer sonst unbekannten Frau Andania benannt worden sein. Die Stadt verödete bereits in der Antike. Sie wird beim heutigen Dorf Konstantíni (neugriechisch Κωνσταντίνοι) vermutet.
Andania wird oft auch als Ort der Mysterien genannt, die im Karnasischen Hain gefeiert wurden.

## Lage
Die Lage von Andania kann nicht mit absoluter Sicherheit bestimmt werden. Nach Livius (36.31.7), der es eine kleine Stadt (parvum oppidum) nannte, lag es zwischen dem arkadischen Megalopolis und der Stadt Messene, wo sich 191 v. Chr. T. Quinctius Flamininus und der achäische Feldherr Diophanes begegneten.
Die genaueste Angaben liefert Pausanias, wonach es acht Stadien links des Karnasischen Hains lag, an der Straße von Messene nach Megalopolis. Da dieser mit Bestimmtheit bei der Quelle Divari beim Dorfe Polichni lokalisiert werden kann, bietet sich für Andania das auf einem Hügel liegende Dorf Konstantini an, das eineinhalb Kilometer nordwestlich von Polichni liegt, was den acht Stadien gut entspricht. Früher wurde Andania bei Hellenikó gesucht.
In Konstantini wurden denn auch Überreste einer antiken Stadtmauer gefunden. Die Funde können in die Klassische und Hellenistische Zeit datiert werden, was gut dazu passt, dass der Ort zur Zeit nach Pausanias verlassen war.
Dagegen ist die Angabe bei Strabon, dass Andania in Arkadien liege und der jüngere Name von Oichalia sei, wo Eurytos war, ungenau.

## Geschichte

### Mythische Geschichte
Nach Pausanias wurde Andania von Polykaon und Messene gegründet und zur Königsstadt gemacht. Später herrschten hier auch Perieres und sein Sohn Aphareus, bis dieser die Königstadt nach Arene verlegte. Eng verbunden mit der mythischen Geschichte Andanias ist die mythische Geschichte des Karnasischen Haines, der nach Pausanias mit dem messenischen Oichalia gleichzusetzen ist.

### Historische Geschichte
Während der Messenischen Kriege war Andania ein Zentrum des messenischen Widerstandes gegen Sparta, und der messenische Held Aristomenes und andere bekannte Widerstandskämpfer stammten gemäß Pausanias aus Andania. Als die Widerstandskämpfer sich in die Bergfestung Hira zurückzogen, wurde auch Andania geräumt.
217 v. Chr. griff Lykurgos erfolglos Andania an, und 191 v. Chr. begegneten sich in Andania T. Q. Flamininus und Diophanes von Megalopolis. Pausanias, der im 2. Jahrhundert lebte, fand die Stadt in Trümmern vor.